# ドゥルセ・デ・レチェ

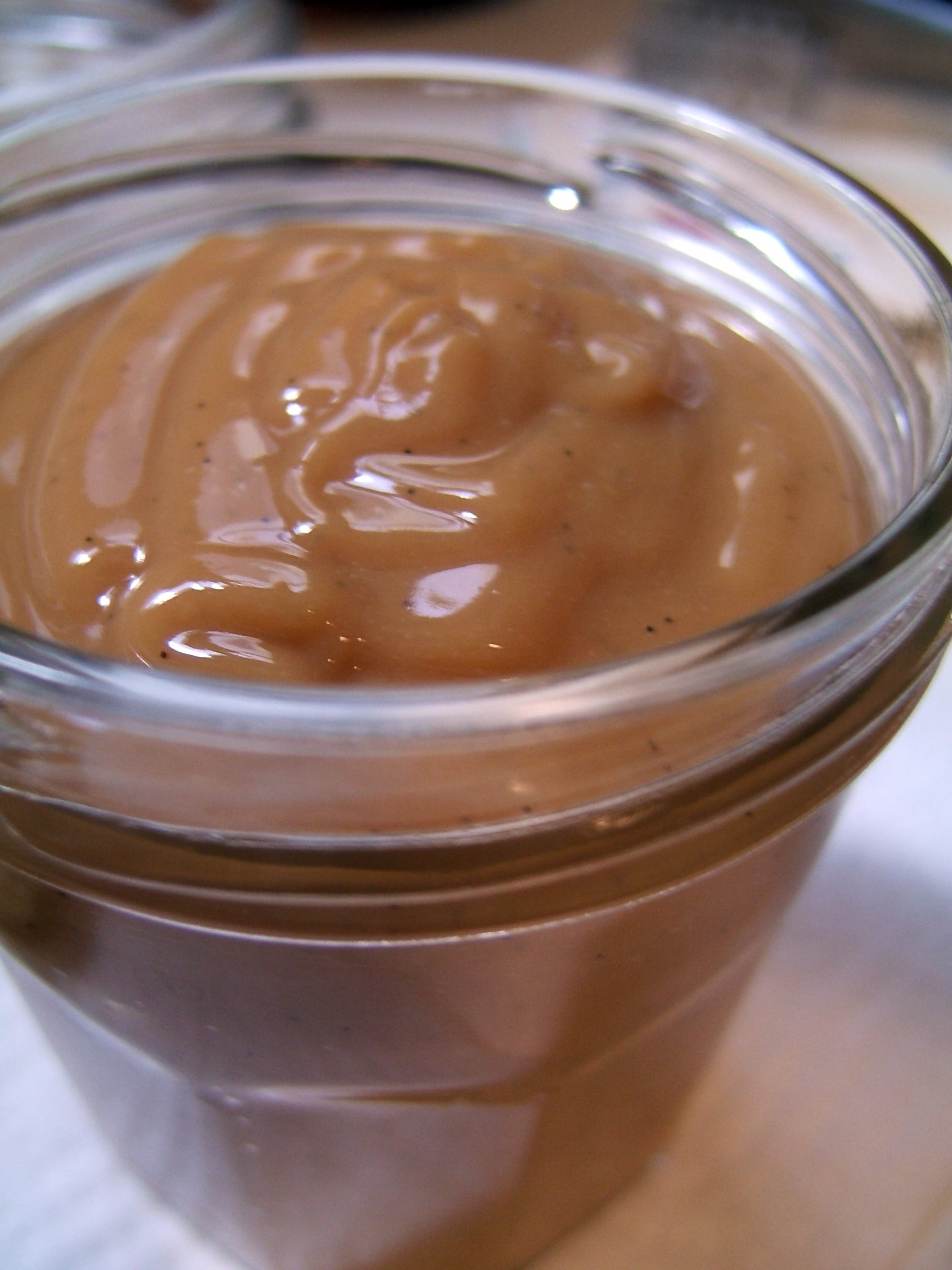
ドゥルセ・デ・レチェ

ドゥルセ・デ・レチェ（西: dulce de leche）は、固体または液体キャラメルでラテンアメリカの伝統的な糖菓である。砂糖を入れた牛乳をゆっくりと加熱して作る。
アルゼンチン、チリ、ウルグアイ、パラグアイ、ブラジルを中心に、ボリビア、ペルー、エクアドル、コロンビア、ベネズエラ、パナマ、コスタリカ、エルサルバドル、ホンジュラス、グアテマラ、メキシコ、ドミニカ共和国などで広く食されている。

## 名称
最も一般的な名称はドゥルセ・デ・レチェないしドゥルセ・デ・レーチェであるが、国や地域によって呼び方が異なる。
- ドゥルセ・デ・レチェ - アルゼンチン、ウルグアイ、コスタリカ、エルサルバドル、グァテマラ、ドミニカ共和国、パラグアイ、プエルトリコ、ホンジュラス、メキシコ、スペイン
- アレキーペ (Arequipe) - コロンビア、パナマ、ベネズエラ
- カヘータ (Cajeta) - メキシコ
- ドセ・ヂ・レイチ（Doce de leite、ポルトガル語） - ブラジル
- マンハール (Manjar) - エクアドル、チリ
- マンハール・ブランコ (Manjar blanco) - ボリビア、パナマ、コロンビア[注釈 1]
- マンハールブランコ (Manjarblanco) - ペルー
- コルターダ (Cortada)、クレミータ・デ・レチェ (Cremita de leche) - キューバ
- コンフィチュール・ド・レ（Confiture de lait、ドゥルセ・デ・レチェのスプレッド。直訳すると「ミルクジャム」）- フランス

## 起源
ドゥルセ・デ・レチェの起源については様々な説があり、生産国の多くがドゥルセ・デ・レチェの発展に寄与していることから、どの説が本当なのかを見極めるのは難しい。近年広く言われているのは、他の文化的なものと同様、19世紀の地中海、イベリア半島を起源とする説であるが、スペインでドゥルセ・デ・レチェの人気が出たのはわずか数十年前からである。
アルゼンチンには広く知られた伝承がある。1829年のある冬の午後にブエノス・アイレス郊外のカニュエーラス (Cañuelas) にあるブエノス・アイレス知事、フアン・マヌエル・デ・ロサスの邸宅で、ロサスのいとこであり政敵でもあるフアン・ラバージェ (Juan Lavalle)が和平協定に署名することになっていた。ラバージェが最初に到着し、疲れていたためロサスのベッドに横になって眠ってしまった。午後のマテ茶のために牛乳と砂糖を煮て、当時レチャーダ（lechada）と呼ばれたものを作っていたロサスの召使いが、自分の主人のベッドの上で寝ていたラバージェをみつけた。これを無礼であると考えた彼女は、見張りの兵に知らせに行った。
その後すぐにロサスが到着したが、ラバージェには怒らず、召使いに牛乳入りのマテ茶を持ってくるように命じた。その時、彼女は砂糖を入れた牛乳を長い間火にかけたまま放っていたことに気づいた。レチャーダを見に行くと、どろっとした茶色の物質になっていた。ロサスはそのキャラメル状のものの味を気に入り、協定について議論する際にラバージェにも食べさせた。こうしてドゥルセ・デ・レチェは偶然作られたという。これは歴史的におもしろい話ではあるが、裏付ける資料等は存在しない。

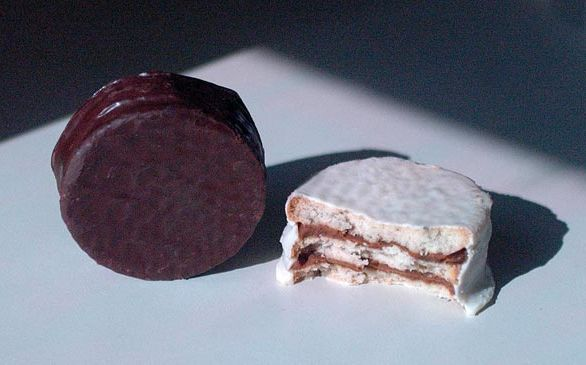
3層のアルファフォル。チョコレートがけ（左）、アイシングがけ（右）

料理史を専門にするアルゼンチンのジャーナリスト、ビクトル・エゴ・ドゥクロット（Víctor Ego Ducrot）は著書『Los sabores de la patria』（『郷里の味』）において、上記のロサスの逸話とは矛盾する説を挙げている。ドゥクロットによると、ドゥルセ・デ・レチェは少なくとも18世紀の時点でチリの菓子であったマンハール・ブランコ（manjar blanco、白い珍味）に由来しているという。マンハール・ブランコとは牛乳を長時間加熱した後にシナモンとバニラを加えたものであるが、完全に褐色化するのを避けるため、味や見た目が多少異なる。これが後にアルゼンチンに伝わり、アルファホル（中近東を起源とするクッキー）のフィリングとして作られ始めたという。19世紀はじめにラテンアメリカ独立のために活躍したホセ・デ・サン・マルティンが、自由解放の遊説のためにチリに到着した際にマンハール・ブランコを試して気に入ったという話とも合致する。
またフランスのコンフィチュール・ド・レが元祖ドゥルセ・デ・レチェであるという説もある。ロサスの逸話と同じ、フランスのノルマンディー地方には14世紀の軍隊の料理人が朝食に砂糖入り牛乳を温めていて偶発的にドゥルセ・デ・レチェが出来上がったという話が伝わっている。同じ話がナポレオン軍隊のバージョンでも存在する。コンフィチュール・ド・レはノルマンディー、ブルターニュ半島、サヴォアの名物である。
ウルグアイにおいては、ドゥルセ・デ・レチェの発祥地はアルゼンチンだけでなくウルグアイ・アルゼンチン両国を流れ、両文化のほぼ全体の基礎となっているラプラタ川流域であるという声が上がっている。この論争の火種となったのは、2003年4月にアルゼンチンの文化庁が、アサード（Asado、バーベキュー）、エンパナーダ（Empanada）とドゥルセ・デ・レチェはアルゼンチンの文化的な遺産であると宣言したためである。それに対し、ウルグアイはこれらの食品は起源が定かでないため「ラプラタ川流域の伝承料理」とみなすようユネスコに申請した。ユネスコはこの件に対してまだ声明を出していない。
一方、アルゼンチンのロドルフォ・テラグノ元議員（Rodolfo Terragno）は、ドゥルセ・デ・レチェはあちこちの古代文化に存在していたと述べている。テラグノは例として数千年の歴史があるインドのアーユルヴェーダにおいて、病気を防ぐために作られていたラバディー (ヒンディー語：रबडी़、IAST：Rabaḍī) という牛乳を煮詰めたものを挙げている。
2008年現在まで、どの国も原産地名称保護制度を取っていない。

## バリエーション
牛乳、砂糖、バニラエッセンスで作る。必要であればクリームを加えることもある。通常、牛乳を用い、ヤギの乳を使うこともある。

### ラプラタ川流域

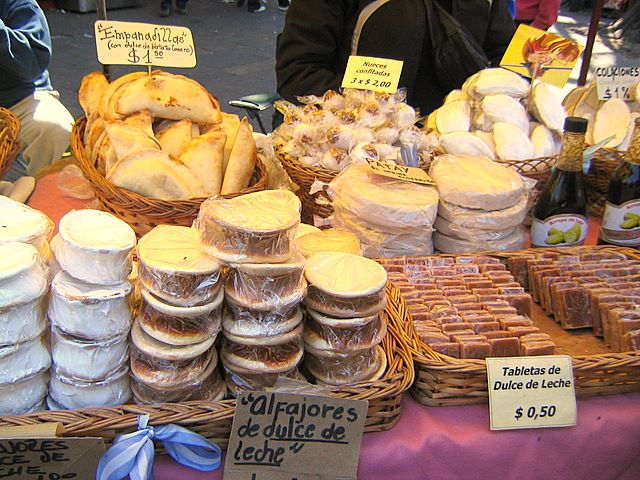
ドゥルセ・デ・レチェをはさんだクッキー、アルファホル（手前左の丸いもの）、タブレタ（手前右の四角いもの）

レシピにバリエーションがあるため、名称が変わることもある。例えばラプラタ川流域でドゥルセ・デ・レチェと呼ばれるものは牛乳と砂糖でのみ作られ、褐色化を抑えシナモンやバニラを加えたマンハール・ブランコとは異なる。
ラプラタ川流域の市場（アルゼンチンとウルグアイ）にはドゥルセ・デ・レチェの異なるタイプがあることで知られている。
- 伝統タイプ: 照りと粘度に特徴がある。応用が利くため、のばしてパンに塗る、ケーキやアイスクリームに混ぜる、アルファホルやカニョンシト（cañoncito、アルゼンチンのパイ菓子）にはさむ、飴（非常に粘りの強い伝統的なキャンディー）や他のデザートの材料にも使われるなどする。
- ペーストリー用: 伝統タイプに比べて濃縮度が高く、くすんでおり、切れが良い。粘りを保つために植物性化学物質を加えることも可能である。主にケーキやパイに使用される。
- アイスクリーム用: 商業用に作られ、伝統タイプに似ているが、色、照り、味が強い。
- その他: 脂肪分や糖分を抑えたダイエット・タイプ、他のものをまぜたミックス・タイプなどがある。

アルゼンチンではムム (Mu-Mu) 社が製造を始めたバキータ（Vaquita、「小さなメス牛」の意）という商品名のドゥルセ・デ・レチェ飴に人気があった。ムムが1984年に倒産してからは、他のブランドが同じような飴を元祖商品に似せたバウキータ (Vauquita) やバケリータ (Vaquerita) などの名称で製造している。

### メキシコ

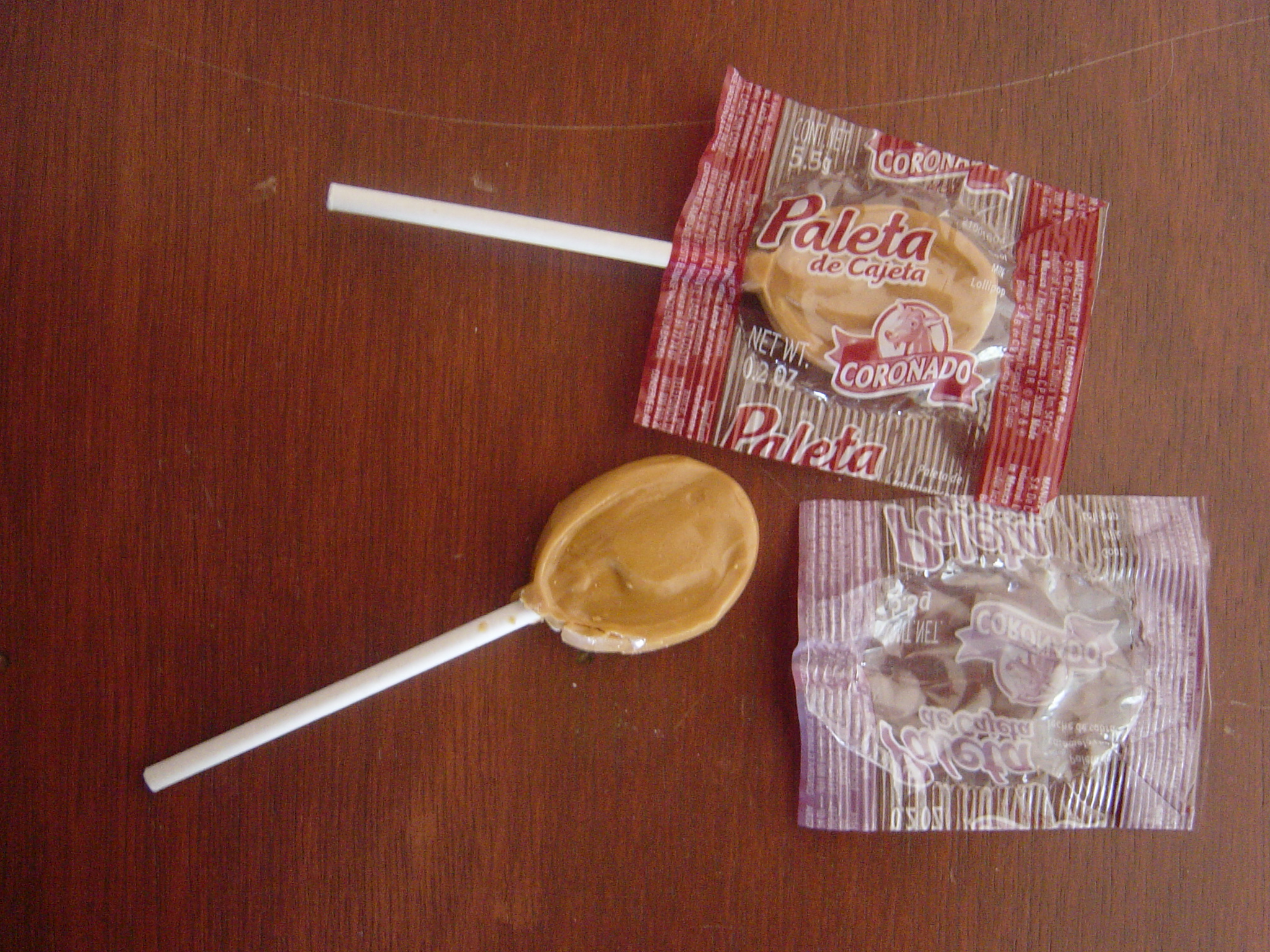
パレータス・デ・カヘータ

メキシコのカヘータは、グアナフアト州のセラーヤ（Celaya）という町から始まったもので、牛とヤギの乳を混ぜて作る。カヘータという名は、製造時に乳を詰める木箱（caja de madera カハ・デ・マデーラ）に由来している。メキシコには3種類のカヘタ（ドゥルセ・デ・レチェ）がある。
- 焼きカヘータ（cajeta quemada）: 最も一般的なタイプ
- エンビナーダ（cajeta envinada）: 風味づけに少量の酒（ワインなど）を混ぜたもの
- バニラ入り（cajeta de vainilla）: 材料にバニラを加えたもの

またオブレアス・コン・カヘータ（obleas con cajeta、ドゥルセ・デ・レチェをはさんだゴーフル）、パレータス・デ・カヘータ（paletas de cajeta、ドゥルセ・デ・レチェの飴やペロペロキャンディ）など様々な加工品が作り出されている。
なお、コスタリカでは砂糖と牛乳を固形になるまで煮詰めたものをカヘータと呼ぶ。

### その他の地域
チリ、 パラグアイ、ブラジル、 コロンビア、ベネズエラ、 ドミニカ共和国には、固形で棒状に切ることができるドゥルセ・デ・レチェがある。コロンビアの北西のコロ (Coro) 地方では純粋なドゥルセ・デ・レチェのほかにチョコレートを混ぜてマーブル模様にしたドゥルセ・デ・レチェ・コン・チョコラテ（dulce de leche con chocolate）がある。ドミニカ共和国では昔からオレンジ、グアバ、ココナッツなどの固形ジャムとドゥルセ・デ・レチェを交互に重ねて縦縞にしたブロック形の塊で売られている。

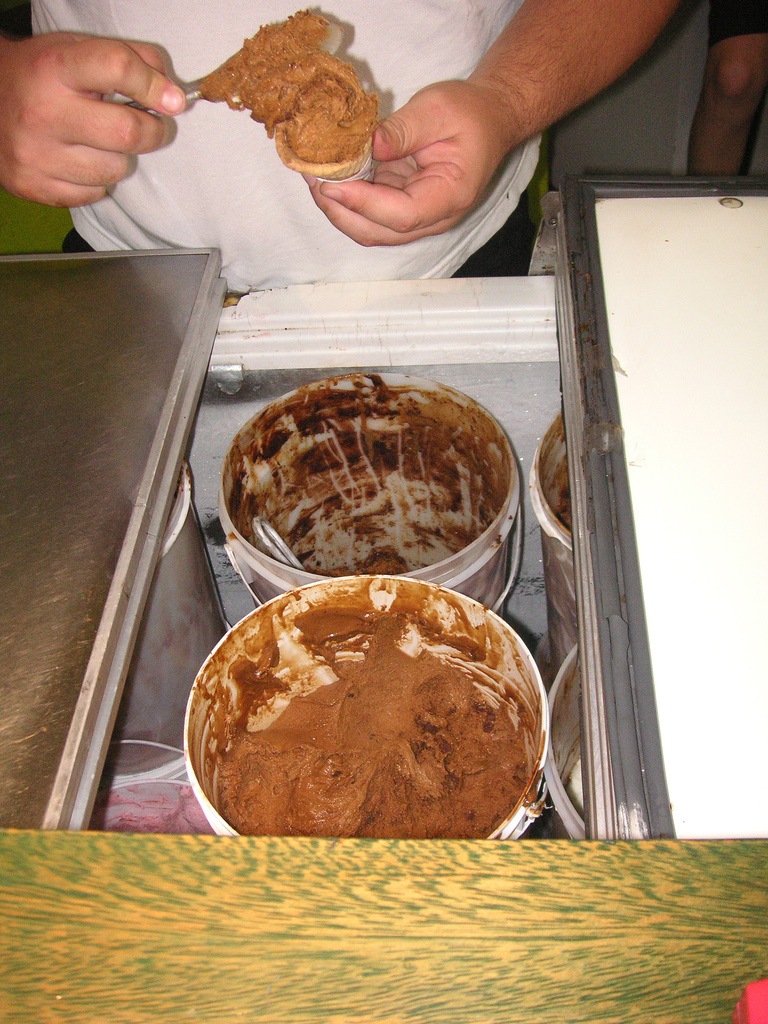
ドゥルセ・デ・レチェ・フレーバーのアイスクリーム（手前）

コロンビアのアレキーペは牛乳に砂糖と重曹を加えて、砂糖がキャラメル化して牛乳が蒸発するまで煮詰めて残った薄茶色の菓子である。アレキーペ・パイサは、コロンビアのアンティオキア県やエフェ・カフェテーロ（Eje Cafetero）というコーヒー生産地帯で作られるアレキーペの一種である。非常に甘く、美味といわれる。通常、氷の入った新鮮な牛乳をグラスに1、2杯飲みながらに食べることが多い。
キューバではコルターダという言われるタイプのデザートが最も一般的なドゥルセ・デ・レチェである。コルターダは切り立った、波立ったという意味で、その名が示すとおりでこぼこして食感はデザート風である。キューバのレストランでデザートにドゥルセ・デ・レチェを注文した場合は、コルターダが出てくる。
フランスのコンフィチュール・ド・レはジャムやスプレッドとして、トーストやフロマージュ・ブラン（白いフレッシュチーズ）に塗って食べる。
近年は、ラプラタ地方出身のアルゼンチン人・ウルグアイ人移民によって、伝統的にドゥルセ・デ・レチェを食べない地域でも、アイスクリームやグラニサード（Granizado、かき氷やフラッペに近いもの）のフレーバー、シリアルやチョコレートに混ぜるなどしてドゥルセ・デ・レチェ市場が拡大している。アメリカ合衆国ではクリスピー・クリーム・ドーナツにドゥルセ・デ・レチェの入ったドーナツがあり、スターバックスは2007年よりドゥルセ・デ・レチェが入ったラッテとフラペチーノを販売している。
ラテンアメリカからの移民は「禁断症状」が出ると、たいていコンデンスミルクを缶ごと数時間温めて自家製ドゥルセ・デ・レチェを作る。

## 化学反応および製造過程
ドゥルセ・デ・レチェの製造過程はキャラメル化と言われることが多いが、実際は料理の香気や褐色化によく見られるメイラード反応という化学反応である。製造過程に炭酸水素ナトリウム（重曹、ベーキングソーダ）を加えるのは次の2点を理由とする。

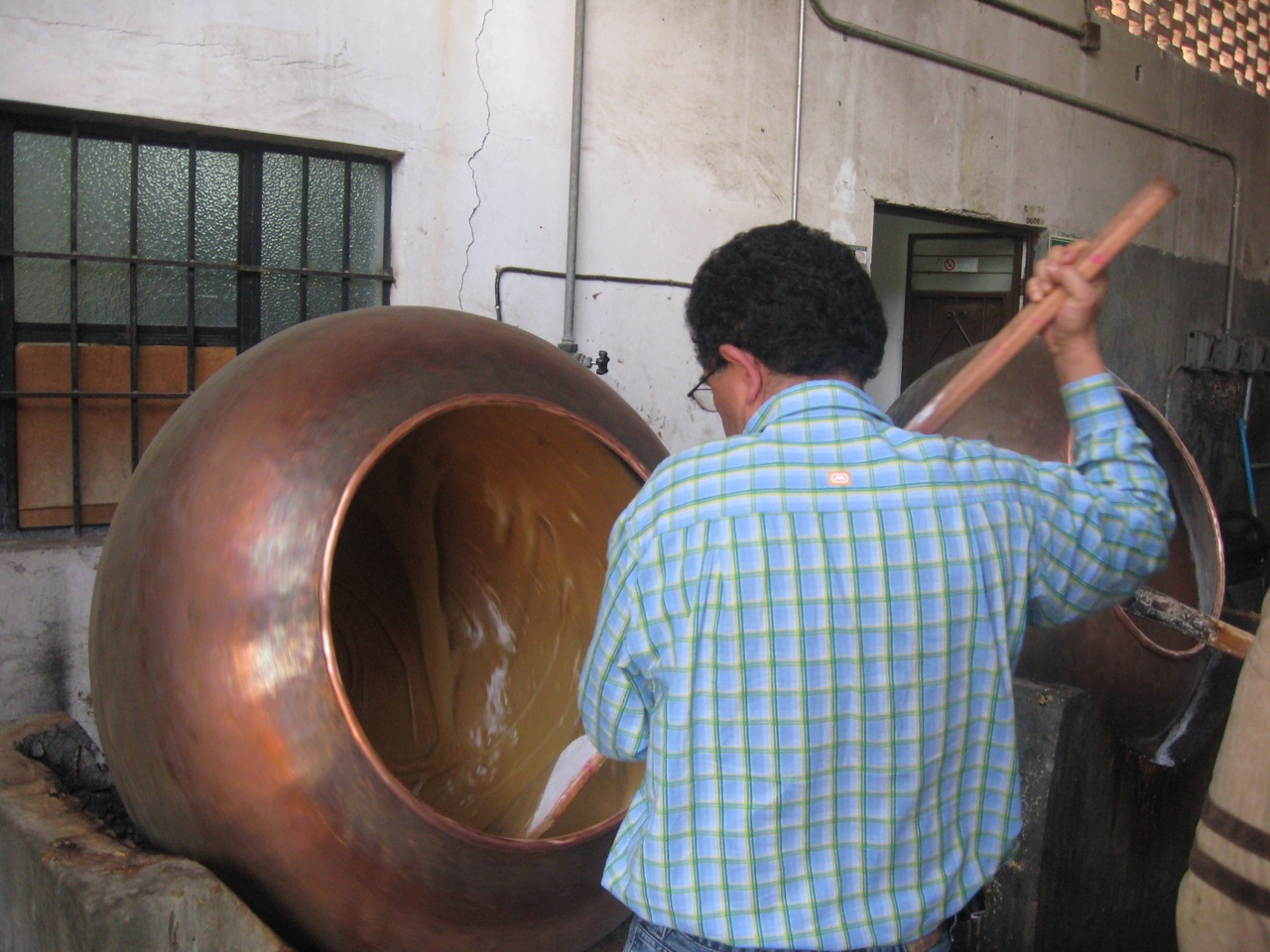
ドゥルセ・デ・レチェを混ぜる

- 牛乳に含まれる乳酸を中和して液が固まるのを防ぐ。
- メイラード反応（褐変反応）を促進し、キャラメル化で茶色い液がさらに茶色くなる。褐色化は、カゼインとラクトアルブミンが還元糖と混合し、重合反応を起こしたものである。

製造過程では、材料・用途に応じて以下のいずれかの方法を用いる。
- 濃縮牛乳を用いる場合： まず牛乳と砂糖を真空釜でショ糖濃度 (Brix) が45から50程度になるまで濃縮する。その後パイラと呼ばれる容器に移して炭酸水素ナトリウムを加え、ショ糖濃度値を68まで引き上げる。
- 濃縮牛乳を用いない場合：蓋をしないパイラに牛乳と砂糖を加えショ糖濃度を50から55程度まで濃縮した後、ショ糖濃度が68になるまで加熱する。
- ペーストリー（焼き菓子、菓子パン）向け：牛乳、炭酸水素ナトリウム、砂糖をパイラ容器でショ糖濃度値が72になるまで濃縮させる。

## アルゼンチンの食品規制

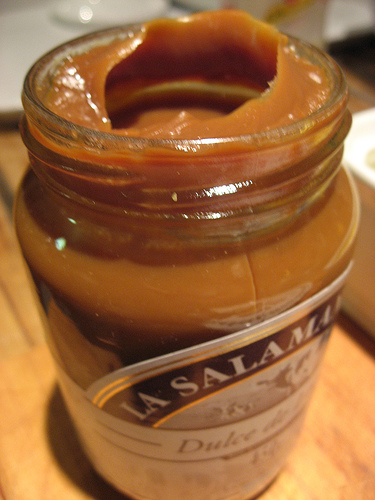
アルゼンチンで市販されている瓶入りドゥルセ・デ・レチェ。

アルゼンチン食品規制（CAA コディゴ・アリメンタリオ・アルヘンティーノ Código Alimentario Argentino）の第8章 乳製品の項目において、ドゥルセ・デ・レチェは以下の条件を満たすことが定められている。

### 製造規定
- 粘度が一定で、全体的に滑らかであり感覚的（視覚、食感など）に違和感のある粒が入っていないこと。
- 以下の形状も認める。
  - 錠剤
  - 半固体化した状態
  - 部分的に結晶化した状態（ただし水分は15%m/mを越えない）
- 顕微鏡検査で、油脂の粒の均一分布が見られること。
- 水分は30%m/mを越えないこと。
- 固体化した牛乳は最低24%m/mであること。
- 乳脂肪は最低6.0%m/mであること。
- 摂氏500-550度に加熱した際の炭の含有率は2.0%m/m以下であること。
- 黄色ブドウ球菌が混入していないこと（0.1g内に不在）
- 菌類や酵母が混入していないこと（1gにつきコロニー形成単位100cfu以下）

加工における許可事項。
- 製品そのものの酸性度を多少中和するために、アルカリ化を行うこと。
- 使用される白砂糖の40%分までは代用品として甘味料を用いること。
- ラクターゼ酵素作用によってラクトースを部分的に加水分解すること（ラベル表記も不要）
- 香料以外の食品添加物（天然、人工とも）を以下のものに加えること。
  - ドゥルセ・デ・レチェ
  - 牛乳
  - クリーム
- ソルビン酸（あるいはソルビン酸カリウムやカリウム）は溶液1kgに対し上限600mg（濃度600ppm）まで使用可。

加工における禁止事項。
- 牛乳とは異なる脂肪製品を用いること。
- 着色料、乳化剤、安定剤、増粘安定剤、酸化防止剤、防腐剤（特に明記されたものは除く）を加えること。

ペーストリーに関する規制
- CAAによると、ドゥルセ・デ・レチェ加工菓子や、ペーストリー（焼き菓子）に用いるドゥルセ・デ・レチェは、上記の一般的ドゥルセ・デ・レチェと同じ規定を満たさなければならないが、安定剤、増粘安定剤、ペクチンは2.0%m/mまでなら用いることが許可されている。

### ラベル表示
容器に貼るラベルの “dulce de leche” の文字はすべて、同じ大きさ・強調具合・視程で印刷されていなければならない。（焼き菓子用ドゥルセ・デ・レチェ、パティシエ用ドゥルセ・デ・レチェ、加工菓子用ドゥルセ・デ・レチェ、菓子店用のドゥルセ・デ・レチェ、菓子職人用ドゥルセ・デ・レチェに関しても、該当する場合にはドゥルセ・デ・レチェの印刷基準に従う。）
許可された着色料を用いてアイスクリーム用として製造されたものは、「アイスクリーム店用ドゥルセ・デ・レチェ」や「アイスクリーム職人用ドゥルセ・デ・レチェ」という名前を用いる。
製品に許可された食品添加物を使用した場合、添加物が許可されている旨、あるいは添加物名を規定どおり印刷しなければならない。
製品に許可された防腐剤を使用した場合、防腐剤が許可されている旨、あるいは防腐剤の名を規定どおり印刷する。その化学物質のおよその含有量もパーセントで併記しなければならない。
ドゥルセ・デ・レチェのペーストリーに許可された安定剤を使用する場合も、安定剤が許可されている旨、あるいは安定剤の名を規定どおり印刷する。その化学物質のおよその含有量もパーセントで併記しなければならない。
デンプンや加工デンプンを使用しない場合は、デンプンのスターチや粉が入っていないことを表示してよい。

### 分類
- クリームの定義に合う量の脂肪分がある。
- 食品付加物が入っていない場合、入っていないことを説明できる。
- ラッカセイ、カカオ、チョコレート、アーモンド、ドライフルーツ、穀物などの食品が、単独あるいは複数で入っている、または許可された添加物に入っている場合、必ず「con agregados（付加物有り）」と表示しなければならない。商品名に続いてあるいは横に表示すべきで、それを怠ると「mixto（混合製品）」とみなされる。